# 2024
2024 is een schrikkeljaar dat startte op een maandag. Pasen viel op 31 maart, Hemelvaartsdag op 9 mei en Pinksteren op 19 mei.

## Gebeurtenissen

### Januari
- 1 – Egypte, Ethiopië, Iran, Saoedi-Arabië en de Verenigde Arabische Emiraten sluiten zich aan bij BRICS.[1]
- 1 – Een zware aardbeving teistert de westkust van Japan. De beving heeft een sterkte van 7,6  op de schaal van Richter.
- 1 – De auteursrechten van de eerste tekenfilms van Mickey Mouse vervallen. Hieronder valt ook Steamboat Willie, de eerste tekenfilm met geluid.[2]
- 1 - In Nederland wordt doxing strafbaar.
- 9 – De Franse president Emmanuel Macron benoemt de 34-jarige Gabriel Attal tot premier van Frankrijk, die daarmee de jongste en eerste openlijk homoseksuele man is die dit ambt bekleedt.
- 12 – Het Internationaal Gerechtshof behandelt een klacht van Zuid-Afrika tegen Israël wegens vermeende schendingen van het Genocideverdrag ten aanzien van de Palestijnse bevolking in Gaza.  De klacht werd op 29 december 2023 ingediend.[3]
- 12 – De Verenigde Staten en het Verenigd Koninkrijk vallen doelen van Houthirebellen aan in Jemen. Aanleiding zijn recente aanvallen van de Houthi’s op schepen in de Rode Zee.[4]
- 12 – Voormalig president van Suriname, Desi Bouterse moet zich bij de gevangenis Santo Boma melden na de uitspraak in het proces rondom de Decembermoorden. Bouterse heeft zich niet gemeld.[5]
- 13 – In Taiwan worden verkiezingen gehouden.[6]
- 14 – De Deense koningin Margrethe II treedt af, haar zoon Frederik X volgt haar op. (Lees verder)
- 14 – Op het schiereiland Reykjanes (IJsland) is het vulkaansysteem Eldvörp-Svartsengi weer actief. Het dorp Grindavík – waarvan alle bewoners inmiddels zijn geëvacueerd – wordt rechtstreeks bedreigd door de lava.[7]
- 22 – Kameroen start als eerste met een landelijke vaccinatie campagne tegen malaria dankzij het eerste vaccin RTS S van GSK.[8]
- 22 – Inwijding van de Ram Mandir-tempel in Ayodhya, Uttar Pradesh, India. Deze is gebouwd op de plaats van de door radicale hindoes gesloopte Babri-moskee.
- 23 – De Nederlandse Eerste Kamer stemt alsnog in met de Spreidingswet, die gemeentes vanaf 1 februari verplicht tot het huisvesten van statushouders. Ondanks de motie van het nieuw verkozen Tweede Kamer om pas op de plaats te maken.

### Februari
- 1 – In de Europese wijk van Brussel protesteren boeren, naar aanleiding van een Europese Raad, tegen het landbouwbeleid van de Europese Unie.[9]
- 2 – Na twee regeringsloze jaren wordt in Noord-Ierland de eerste katholieke minister-president beëdigd: Michelle O'Neill van Sinn Fein.
- 3 – De Verenigde Staten bombarderen doelen in Irak en Syrië als vergelding voor een dodelijke droneaanval op een Amerikaanse basis in Jordanië op 28 januari.
- 5 – Buckingham Palace maakt bekend dat de Britse koning Charles III kanker heeft en hiervoor in behandeling is. De kanker werd gevonden bij een correctieve procedure naar een vergrotende prostaat in januari 2024. Het is geen prostaatkanker.
- 22 – De Amerikaanse Nova-C landt op de maan als eerste maanlander in NASA's CLPS. Dit programma richt zich op de verkenning en het gebruik van de natuurlijke hulpbronnen van de maan.
- 27 – In het Marengo-proces worden Ridouan Taghi en Saïd Razzouki veroordeeld tot levenslang.

### Maart
- 4 – Technologiebedrijf Apple krijgt een boete à 1,8 miljard euro van de Europese Commissie, vanwege misbruik van macht in de appwinkel voor iPhones en iPads. De klacht was ingediend door Spotify. Apple zou in beroep gaan.[10]
- 6 – Nikki Haley verlaat de Amerikaanse presidentiële campagne.[11]
- 7 – Zweden treedt toe tot de NAVO, als 32e lidstaat.[12]
- 19 – Artikel 23, een wet op de binnenlandse veiligheid, is unaniem aangenomen door de Wetgevende Raad van Hong Kong. Critici maken zich zorgen over de vage definities in de wet en de negatieve impact daarvan op het bedrijfsleven en de persvrijheid.[13]
- 22 – De Britse prinses Catherine Middleton maakt in een videoboodschap bekend dat ze aan kanker lijdt.[14]
- 22 – Bij een terreuraanslag op de Crocus City Hall, een concertzaal nabij de Russische hoofdstad Moskou, vallen 145 doden en meer dan 551 gewonden door geweervuur en brandstichting. Islamitische Staat Khorasan, de Afghaanse tak van terreurorganisatie IS, eist de aanslag op.
- 30 – In een café in de binnenstad van Ede vindt een urenlange gijzeling plaats.

### April
- 1 – Bij een bombardement van het Iraanse consulaat in de Syrische stad Damascus komen 11 mensen om het leven, onder wie generaal Mohammad Reza Zahedi. Iran beschuldigt Israël van de aanval. Het is het begin van het conflict tussen Iran en Israël in 2024.
- 1 – Duitsland legaliseert het gebruik van softdrugs.
- 2 – In de penitentiaire inrichting in Heerhugowaard vindt een gijzeling plaats.[15]
- 3 – De zwaarste aardbeving in de afgelopen 25 jaar raakt de eilandstaat Taiwan. Vooral de stad Hualien, waar het epicentrum lag, ondervindt de gevolgen ervan.[16]
- 5 – Militairen van Ecuador vallen de Mexicaanse ambassade in Quito binnen nadat oud-vicepresident Jorge Glas daar asiel heeft gekregen. Glas wordt gearresteerd en naar een ziekenhuis gebracht; de diplomatieke betrekkingen worden verbroken.
- 8 – De Belgische busbouwer Van Hool wordt failliet verklaard.
- 8 – totale zonsverduistering boven Noord-Amerika
- 16 – Een  zware brand teistert het beursgebouw in Kopenhagen.
- 19 – Het Groningenveld wordt definitief afgesloten voor aardgaswinning.
- 27 - Koningsdag vindt plaats in Emmen.

### Mei
- 6 - Studenten van de Universiteit van Amsterdam bezetten de campus op Roeterseiland, in een poging om genocide in de oorlog Hamas-Israël te adresseren.

- 11 – De Nederlandse inzending van Joost Klein wordt gediskwalificeerd op het Eurovisiesongfestival.
- 13 t/m 26 – Sociale verkiezingen in Belgische bedrijven
- 15 – Bij een aanslag in Handlová wordt de Slovaakse premier Robert Fico neergeschoten.
- 19 – Een Iraanse helikopter met aan boord president Ebrahim Raisi verongelukt bij slecht weer. Alle inzittenden komen om het leven.
- 20 – 17 dagen na de beëdiging, valt de nieuwe regering van Sint-Maarten door het verlies van een meerderheid.
- 28 – Dick Schoof wordt door de formerende partijen gepresenteerd als kandidaat-premier voor het nieuwe Nederlandse kabinet.
- 28 – The Ocean Cleanup haalt voor de honderdste keer plasticsoep uit de oceaan.
- 29 - Bij de parlementsverkiezingen in Zuid-Afrika verliest het Afrikaans Nationaal Congres zijn absolute meerderheid. De partij behaalt 159 zetels, een verlies van 71.
- 31 – Bij een mesaanval in het Duitse Mannheim zijn meerdere mensen neergestoken. Daarbij is een politieagent overleden aan zijn verwondingen.[17]

### Juni
- 6 t/m 9 – Verkiezingen voor het Europees Parlement 2024
- 9 – Europese, federale en regionale verkiezingen in België
- 15 – Nedim Bajrami scoort 23 seconden na de aftrap het snelste doelpunt ooit op een Europees Kampioenschap in het shirt van Albanië.
- 30 – Eerste ronde van de Franse parlementsverkiezingen 2024
- 30 – Mark Rutte houdt een afscheidstoespraak voor het Nederlandse volk live op radio en televisie; na bijna 14 jaar stopt hij als minister-president van Nederland.

### Juli
- 2 – In Nederland wordt het Kabinet-Schoof beëdigd als opvolger van kabinet-Rutte IV, na de Tweede Kamerverkiezingen van 22 november 2023 en de daaropvolgende kabinetsformatie. Dick Schoof wordt de nieuwe minister-president van Nederland.
- 4 – De verkiezingen van het Britse Lagerhuis worden gewonnen door Labour.
- 5 – Labourleider Keir Starmer wordt door koning Charles III benoemd tot premier van het Verenigd Koninkrijk.
- 7 – Tweede ronde van de Franse parlementsverkiezingen 2024.
- 12 – Zanger Ali B wordt door de rechtbank veroordeeld tot twee jaar gevangenisstraf wegens poging tot verkrachting van Ellen ten Damme en verkrachting van een andere vrouw.
- 13 – Moordaanslag op presidentskandidaat Donald Trump in Butler, Pennsylvania, Hij wordt door een kogel verwond aan zijn rechteroor. Trump sprak op dat moment het publiek toe tijdens een campagnebijeenkomst voor het Amerikaanse presidentschap later dat jaar. Een van de toeschouwers werd gedood en twee anderen raakten zwaargewond. De dader, een twintigjarige man, werd vrijwel meteen daarna door een scherpschutter doodgeschoten.[18]
- 14 – Spanje wint voor de vierde keer het EK voetbal door in de finale in Berlijn met 2–1 te winnen van Engeland.
- 19 – Bij een internationale computerstoring, het CrowdStrike-incident 2024, worden wereldwijd computers getroffen. Daardoor vallen onder andere vluchten uit en worden ziekenhuizen gesloten.
- 19 – Openstelling van de spoorlijn tussen Bangkok (Thailand) en Vientiane (Laos).
- 21 – Joe Biden trekt zich terug als presidentskandidaat voor de Democratische Partij voor de Amerikaanse presidentsverkiezingen 2024. (Lees verder)
- 26 – De Olympische Zomerspelen 2024 worden officieel geopend door de Franse president Emmanuel Macron. Ze duren t/m 11 augustus.
- 27 - Op Curaçao wordt het eerste homohuwelijk gesloten.
- 29 - In de Engelse plaats Southport worden tijdens een dansles drie kinderen met een mes gedood. Overal in het land breken onlusten uit, waarbij politiebureaus en een moskee in brand worden gestoken. Omdat de identiteit van de dader, een in Engeland geboren zoon van Rwandese immigranten, lange tijd geheim wordt gehouden, gingen geruchten hierover een eigen leven leiden.
- 31 – De leider van Hamas Ismail Haniyeh, komt in Teheran om het leven bij een Israëlische aanslag.

### Augustus
- 1 – Amerikaans-Russische gevangenenruil, de grootste gevangenenruil sinds het einde van de Koude Oorlog vindt plaats op de luchthaven van Ankara.
- 5 –  Ontslag en vlucht van de Bengaalse premier Sheikh Hasina na heftige studentendemonstraties tegen haar autoritaire leiding.
- 8 – Nobelprijswinnaar Muhammad Yunus (84) legt de eed af als interim-premier van Bangladesh.
- 11 – In het Griekse Varnavas, een deelgemeente van Marathon, breekt een bosbrand uit die na enkele dagen, aangewakkerd door harde wind en hoge temperaturen, de hoofdstad Athene bereikt.
- 15 – De Nederlandse bevolking telt 18 miljoen zielen, zo deelt het Centraal Bureau voor de Statistiek mee. De bevolkingsgroei wordt de laatste jaren uitsluitend veroorzaakt door immigratie.
- 23 – In het Duitse Solingen worden drie mensen gedood bij een mesaanval. De aanslag wordt opgeëist door Islamitische Staat.[19]

### September
- 1 – UNICEF begint een grote poliovaccinatiecampagne in Gaza, samen met de Wereldgezondheidsorganisatie (WHO) en lokale partners, bedoeld voor 640.000 Palestijnse kinderen.
- 1 – Het Israëlische leger vindt de lichamen van zes gijzelaars, die kort daarvoor door Hamas zijn doodgeschoten.
- 1 - Bij de Landdagverkiezingen in Thüringen worden de Alternative for Deutschland de grootste fractie. In Saksen eindigen ze nipt achter de CDU als tweede.
- 1 - SAS Scandinavian Airlines treedt toe tot SkyTeam, na de gedeeltelijke overname door Air France-KLM.
- 5 - Een aantal westerse landen ondertekent in Vilnius een verdrag om misbruik van kunstmatige intelligentie te voorkomen door de ontwikkeling ervan te monitoren.
- 6 – De tropische storm Yagi komt aan land in Noord-Vietnam. Op 11 september wordt een dodental van 141 gemeld.
- 16 - De Duitse politie begint met mobiele grenscontroles aan de Nederlandse grens.
- 17 en 18 - Duizenden piepers en walkie-talkies ontploffen tegelijk in de handen of de zakken van Hezbollahstrijders in Libanon en Syrië. Het betreft een lang voorbereide aanslag door een Israëlische veiligheidsdienst.

### Oktober
- 9 -Op Sint-Eustatius  zijn de slavenbegraafplaatsen Golden Rock en Godet ingeschreven als onderdeel van "UNESCO’s Network of Places of History and Memory linked to Enslavement and the Slave Trade".
- 13 – Gemeente- en provincieraadsverkiezingen in België
- 26 – In Georgië wordt de parlementsverkiezing voor de vierde keer op rij gewonnen door Georgische Droom. De uitslag wordt betwist door zowel de Georgische oppositie als de Verenigde Staten en de Europese Unie. De verkiezing leidt tot een constitutionele crisis en grote straatprotesten.
- 29 – Catastrofale overstromingen in de regio Valencia in het zuidoosten van Spanje, veroorzaakt door hevige regenval.
- 31 – Rusland legt Google een boete op die hoger is dan het wereldwijde bbp, 20.000.000.000.000.000.000.000.000.000.000.000 roebel (110 triljoen USD).[20][21]

### November
- 1 - In de Servische stad Novi Sad vallen veertien doden als de betonnen luifel van het treinstation naar beneden komt. Het gebouw uit 1964 was in juli opgeleverd na een renovatie door twee Chinese bedrijven. De ramp luidt een periode in van grote politieke onrust in Servië.
- 4 – Op het Indonesisch eiland Flores barst de vulkaan Lewotobi Laki-Laki uit. 7 dorpen worden zwaar getroffen en honderden mensen moeten hun huizen ontvluchten. Door deze catastrofe zijn er tientallen gewonden en hebben 10 mensen het leven verloren.[22]
- 5 – Verkiezingen in de Verenigde Staten, waaronder de 60e Amerikaanse presidentsverkiezingen. Deze worden gewonnen door Donald Trump.
- 6 - Regeringscrisis in Duitsland als na het aftreden van de minister van financiën de FDP uit het kabinet-Scholz stapt.
- 7 – Er vindt een grootschalige jacht op Israëliërs (politici spreken over een pogrom) plaats in Amsterdam na een voetbalwedstrijd van Ajax tegen Maccabi Tel Aviv. Er vallen diverse gewonden. Wereldleiders waaronder Biden spreken hun afschuw uit.
- 21 – Braziliaanse oud-president Jair Bolsonaro is officieel beschuldigd voor poging tot staatsgreep in Brazilië nadat hij de verkiezingen is verloren tegen Lula da Silva in 2022.[23]
- 25 – Swiftair-vlucht 5960 stort neer naast wooncomplex in de buurt van de luchthaven van Vilnius. De Boeing 737-400SF met registratienummer EC-MFE was al 31 jaar in gebruik bij Swiftair. Op de grond waren er geen slachtoffers, maar in het vrachtvliegtuig kwam de piloot om en raakten de 3 andere bemanningsleden gewond.
- 26 – Israël en Hezbollah aanvaarden beide het Amerikaans-Frans voorstel tot een staakt-het-vuren. Israël hield sinds Oktober in het zuiden van Libanon een grondoffensief tegen Hezbollah.[24]
- 27 – De Syrische extremistische oppositiegroep Hayat Tahrir al-Sham start een grootschalig verrassingsoffensief in de provincie Aleppo tegen de Syrische regering.[25]

### December
- 1 – Ursula von der Leyen is herkozen als voorzitter van de Europese commissie. Zij en haar team halen een meerderheid. 370 parlementsleden stemmen voor en 282 leden stemmen tegen. Tijdens de eerste werkdag bezoeken ze Kiev.
- 2 – 3 mensen zijn om het leven gekomen door de doortocht van storm Bora in Griekenland en in de Egeïsche zee. Het eiland Rhodos is het zwaarst getroffen door de storm. De Griekse brandweer moet er 600 keer uitrukken om mensen te redden en water weg te pompen.[26]
- 3 – Yoon Suk-yeol, de President van Zuid-Korea, heeft de krijgswet ingevoerd, een maatregel die door het Zuid-Koreaanse parlement unaniem wordt verworpen. Na uren van onrust rond het Zuid-Koreaanse parlement heeft de president de krijgswet weer ingetrokken.[27][28]
- 4 – In de Franse Assemblee National wordt het kabinet van Michel Barnier al na drie maanden ten val gebracht.
- 4 - Brian Thompson, de topman van zorgverzekeraar UnitedHealthcare, wordt gedood bij een schietpartij in New York.
- 6 – Het Roemeense constitutioneel hof verklaart de presidentsverkiezingen ongeldig waardoor de verkiezingen opnieuw moeten. In de eerste ronde won volkomen onverwacht de onafhankelijke kandidaat Călin Georgescu die zijn campagne vooral voer via TikTok en Facebook.[29]
- 7 – In Parijs wordt de Notre-Dame-kathedraal na de volledige restauratie plechtig heropend.
- 7 – Bij een explosie in Den Haag komen 6 mensen om. Dit blijkt later een gerichte aanslag tegen een bruidswinkel te zijn.
- 8 – In Syrië hebben de rebellen onder leiding van Hayat Tahrir al-Sham (HTS) Damascus veroverd, na een bliksemoffensief tegen het regime van Bashar al-Assad, die het land ontvlucht.[30]
- 9 - De Nederlandse Koninklijke Marechaussee begint met het uitvoeren van grenscontroles om Illegale immigratie tegen te gaan.
- 13 – Mayotte, een Frans overzees departement in de Indische Oceaan, wordt catastrofaal getroffen door een cycloon
- 14 – In Georgië wordt Micheil Kavelasjvili, oud-voetballer en parlementslid voor een antiwesterse splinterpartij van de regerende Georgische Droom, tot nieuwe president van het land gekozen. Hij was de enige kandidaat in een verkiezing die voor het eerst op indirecte wijze werd gehouden door middel van een kiescollege.(Lees verder)
- 14 - De Zuid-Koreaanse president Yoon Suk-yeol wordt door het parlement afgezet wegens zijn ongrondwettelijke decreten van eerder deze maand. Het Constitutioneel Hof moet de afzetting nog goedkeuren.
- 20 – Een auto rijdt in op de kerstmarkt in het Duitse Maagdenburg. Er vallen minstens 6 doden en meer dan tweehonderd gewonden.[31]
- 21 - Op Curaçao wordt het recreatief gebruik van lachgas verboden.
- 25 – In Kazachstan stort een vliegtuig neer nadat het geraakt is door een Russische raket, waarbij 38 inzittenden omkomen. 29 passagiers overleven de ramp.
- 29 – In Georgië wordt oud-voetballer Micheil Kavelasjvili geïnstalleerd als president.
- 29 – Jeju Air-vlucht 2216 van Jeju Air schuift in Muan, Zuid-Korea aan het einde van de landingsbaan van de baan en botst op een wal. Hierdoor vliegt het toestel in brand en explodeert het. 179 van de 181 inzittenden komen om het leven.

## Sport
- De Olympische Zomerspelen 2024 vinden plaats in Parijs.
- Het Europees kampioenschap voetbal 2024 vindt plaats in Duitsland.

## Film
- Oppenheimer van Christopher Nolan is met vijf awards de grote winnaar tijdens de 81e Golden Globes, meest genomineerde film Barbie won er slechts twee. Deze Golden Globes editie was de eerste die niet georganiseerd werd door Hollywood Foreign Press Association (HFPA).
- Op het 53e IFFR wint Rei van Tanaka Toshihiko de Tiger Award. De VPRO Big Screen Award gaat naar de Iraanse The Old Bachelor van Oktay Baraheni.
- Oppenheimer wint ook bij de 77ste BAFTA's de prijs voor beste film en nog zes andere prijzen, waaronder de prijs voor beste cinematografie voor de Nederlander Hoyte van Hoytema.
- Dahomey van Mati Diop wint de Gouden Beer tijdens de 74e Berlinale.
- Oppenheimer is wederom de grote winnaar, dit keer bij de 96ste Oscaruitreiking. De film won zeven Oscars waaronder die voor beste film en beste cinematografie voor Hoyte van Hoytema. 20 Days in Mariupol van Mstyslav Chernov won de Oscar voor beste documentaire, de eerste Oscar voor Oekraïne tot dan toe.

## Theater
- De Nederlandse kerstmusical A xXxmas Carola gaat op 16 november in première.

## Geboren
- 7 januari – Balthasar Felix Karl van Luxemburg
- 3 augustus – Iman Bint Al Hussein van Jordanië[32]

## Weerextremen

### België
27 november: Voor 2024 gedaan is, is het jaar al het natste jaar in België sinds het begin van de metingen in 1833.

### Nederland
- april: Natste aprilmaand sinds het begin van de metingen in 1906: gemiddeld over Nederland 93 millimeter.[34]
- mei: Natste meimaand sinds het begin van de metingen in 1906: gemiddeld over Nederland 122 mm.[34]
- 2 juni 2023 t/m 31 mei 2024: Natste periode van 365 dagen ooit gemeten: 1246 mm landelijk gemiddeld.[34]

### Wereldwijd
- juni 2023 t/m juni 2024: Dertien maanden op rij werd het maandtemperatuurrecord verbroken.[35]
- 21 juli: Warmste dag ooit gemeten volgens het Europese Copernicus-programma: 17,09°C. Hiermee werd het record van 6 juli 2023 verbroken.[36]
- 22 juli: Aanscherping van het record van 21 juli tot 17,15°C.[36]